# Hoplostèthe orange
Vous lisez un « bon article » labellisé en 2012.
Hoplostethus atlanticus
Espèce
Statut de conservation UICN

VU : Vulnérable
L'hoplostèthe orange, hoplostèthe rouge ou poisson-montre (Hoplostethus atlanticus) est une espèce de poissons de la famille des Trachichthyidae. L'hoplostèthe orange vit dans tous les océans entre 900 et 1 800 m de profondeur. Il a une longévité potentielle d'au moins 149 ans et il n'atteint sa maturité sexuelle qu'entre 20 et 30 ans. Avec une longueur maximale de 75 cm pour 7 kg, c'est le plus grand de sa famille.
Commercialisé sous le nom d'empereur, il fait l'objet d'une importante exploitation commerciale, mais en raison de son faible recrutement, ses populations tendent à diminuer. De nombreux stocks, en particulier ceux de la Nouvelle-Zélande et de l'Australie, qui ont été exploités dans les années 1970, ont déjà été décimés ; les stocks de substitution récemment découverts s'épuisent rapidement.

## Description

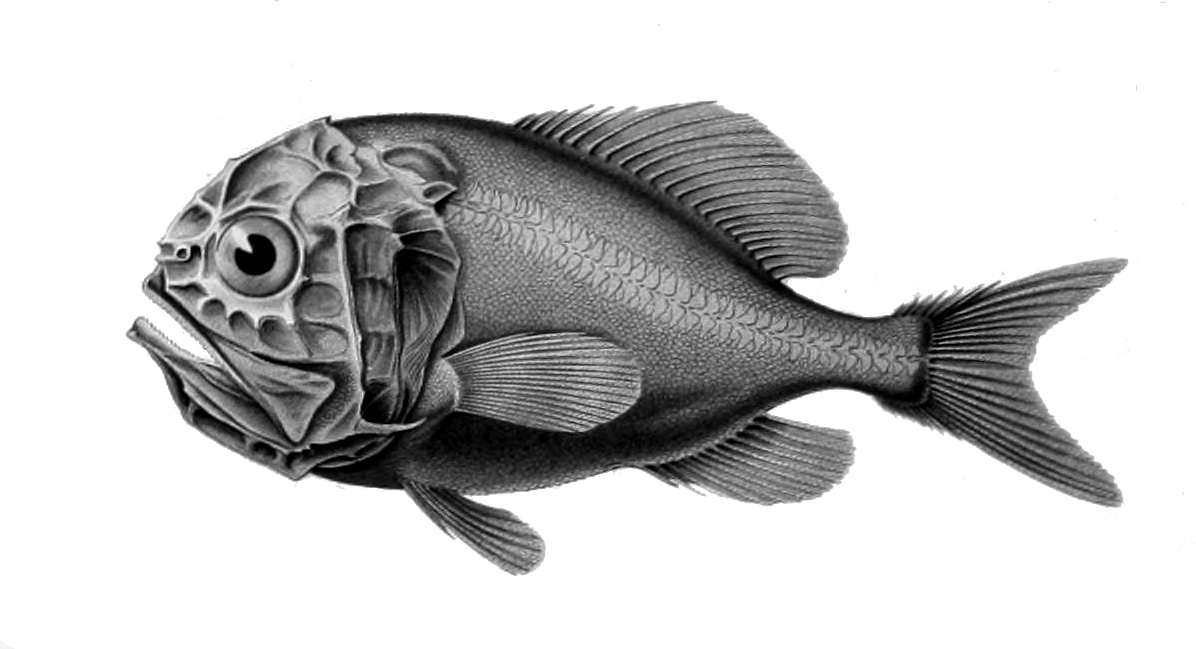
Dessin d'un hoplostèthe orange.

L'hoplostèthe orange est rouge lorsqu'il est vivant, mais devient progressivement orange, une fois mort. C'est la plus grande espèce de la famille des Trachichthyidés, avec une longueur maximale de 75 cm et un poids maximum de 7 kg. La taille moyenne des captures commerciales est située entre 35 et 45 cm de longueur,.
Sa tête arrondie est criblée de canaux muqueux, ce qui est typique des Trachichthyidés. L'unique nageoire dorsale est composée de quatre à six épines et de 15 à 19 rayons mous ; la nageoire anale comporte trois épines et 10 à 12 rayons mous. Les 19 à 25 écailles ventrales (écailles modifiées) forment une crête osseuse médiane entre les nageoires pelviennes et l'anus. Les nageoires pectorales ont 15 à 18 rayons mous chacune ; les nageoires pelviennes sont thoraciques et possèdent une épine et six rayons mous ; la nageoire caudale est fourchue. L'intérieur de la bouche et la cavité branchiale sont d'un noir bleuté, la bouche elle-même est grande et fortement oblique. Les écailles sont cténoïdes et adhérentes,.

## Biologie et écologie
L'hoplostèthe orange est généralement inactif et démersal, il forme de grands bancs d'une densité moyenne de 2,5 poissons par mètre carré, maintenant réduit à environ 1 par mètre carré à cause de la surpêche. Ces agrégats se forment dans et autour des structures géologiques, telles que les canyons sous-marins et les monts sous-marins, où les courants assurent un apport de proies abondant. Ce n'est pas nécessairement pour frayer ou s'alimenter qu'ils se réunissent : ces agrégats assurent une protection pendant les périodes d'inactivité. En effet, le cycle biologique de l'hoplostèthe orange traverse des phases métaboliques distinctes, d'activité consacrées à l'alimentation, et d'inactivité et de repos, durant laquelle ils perdent la quasi-totalité de leur pigmentation et sont vulnérables. Les bancs recherchent, en fonction de chaque phase, les zones possédant les conditions hydrologiques les plus favorables à ces rassemblements. Les prédateurs de l'hoplosthète orange comprennent certains requins, des anguilles égorgées, des merlus et l'escolier serpent.

### Alimentation

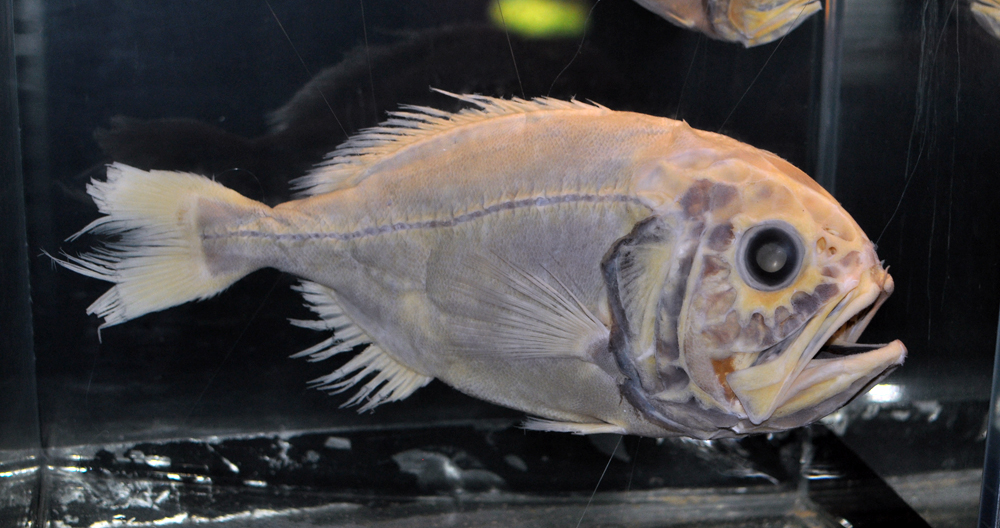
Un hoplostèthe orange conservé dans le formol.

Lorsqu'il est actif, il se nourrit principalement de zooplancton tel que les mysidacés (en) et les euphausiacés, de poissons mésopélagiques et benthopélagiques, d'amphipodes, de petits céphalopodes, de crustacés et autres. La consommation alimentaire journalière a été estimée à 0,91 % du poids corporel pour les juvéniles et 1,15 % du poids corporel pour les adultes.
Les phases métaboliques de l'hoplostèthe orange sont censées être liées aux variations saisonnières de l'abondance des proies. La phase inactive permet d'économiser leur énergie pendant les périodes de vaches maigres,.

### Reproduction
L'hoplostèthe orange est océanodrome : il effectue des migrations de plusieurs centaines de kilomètres entre le lieu de ponte et les aires d'alimentation chaque année, mais il n'existe aucune preuve directe de ces migrations. Des preuves indirectes sont données par le pourcentage de femelles reproductrices au sein d'un banc. Il forme de grandes agrégations lors de la période du frai (parfois séparées selon le sexe) durant laquelle les poissons libèrent des œufs sphériques (2,25 mm de diamètre), dans une substance huileuse orange-rouge, et le sperme directement dans l'eau. Les œufs fécondés (et plus tard les larves) sont planctoniques, remontent à environ 200 mètres de profondeur ; puis les alevins redescendent dans des eaux plus profondes à mesure qu'ils grandissent. L'hoplostèthe orange est également synchrone, l'excrétion du sperme et des œufs se fait simultanément. Le temps entre la fécondation et l'éclosion est estimé entre 10 et 20 jours ; la fécondité est faible, avec chaque femelle ne produisant que 22 000 œufs par kilogramme de poids corporel, ce qui est inférieur de 10 % à la moyenne des autres espèces de poissons. En outre, la ponte peut durer jusqu'à 2-3 semaines et commence autour de juin ou juillet. La croissance de l'hoplostèthe orange est très lente ; il n'atteint sa maturité sexuelle qu'entre 20 et 30 ans. Son faible taux de croissance s'explique probablement par un taux de prédation faible et la rareté des proies dans les grandes profondeurs. Il fait partie des espèces caractérisées par leur sénescence négligeable. L’individu le plus âgé observé avait 149 ans, âge calculé par datation radiométrique des isotopes de ses otolithes,.

## Répartition et habitat

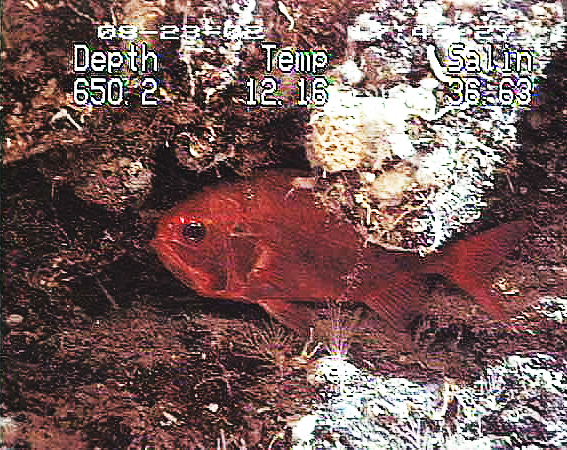
Un hoplostèthe orange dans son milieu naturel.

L'hoplostèthe orange vit à des profondeurs allant d'une centaine de mètres à près de 2 000 mètres, mais il est couramment pêché entre 900 et 1 800 mètres. Il fréquente le milieu et le bas du talus continental et les dorsales océaniques. La température de son environnement est comprise entre 4 et 7 °C. Il fréquente les récifs coralliens d'eau froide, où il trouve refuge.
On le trouve dans les eaux du monde entier, mais surtout dans l'océan Atlantique, l'océan Indien et l'océan Pacifique. Dans l'océan Pacifique occidental, dans l'est de l'océan Atlantique (à partir de l'Islande jusqu'au Maroc, et de la Namibie jusqu'à l'Afrique du Sud), dans l'Indo-Pacifique (au large de la Nouvelle-Zélande, de l'Australie) et au large du Chili, dans le Pacifique oriental,.

## Étymologie et dénominations
Hoplostethus provenant du grec ancien, construit à partir de 'όπλον' (hoplo) signifiant « arme » et de 'στῆθος' (stêthos) signifiant « poitrine ». Atlanticus fait référence à l'océan Atlantique où les premiers spécimens ont été pêchés. Le terme hoplostèthe est donc une francisation du nom scientifique du genre Hoplostethus. Mais le second « h » n'ayant pas une utilité phonétique, il est souvent enlevé, ce qui donne « hoplostète ».
Le terme « poisson-montre » est issu de l'apparence de la tête du poisson. Elle est ronde et dispose de nombreux canaux muqueux apparents, rappelant les rouages d'une montre. Son nom commercial « empereur » a été instauré dans les années 1980 avec la commercialisation de ce poisson.

## Taxinomie
L'hoplostèthe orange fut décrit pour la première fois par Robert Collett en 1889 sous le nom Hoplostethus atlanticus. Depuis, le taxon n'a pas changé, cependant certains auteurs orthographient « atlanticum » au lieu de « atlanticus ».
Ce taxon connaît quelques synonymes :
- Hoplostethus atlanticum Richard, 1910
- Leiogaster atlanticus var. spinulosus Roule, 1916
- Hoplostethus gilchristi Smith, 1935
- Hoplostethus islandicus Kotthaus, 1952

## L'hoplostèthe orange et l'homme

### Pêche

Captures mondiales d'hoplostète orange (Hoplostethus atlanticus) en milliers de tonnes de 1975 à 2022, selon la FAO
Nouvelle-Zélande
Australie
Namibie
Autres pays

L'hoplostèthe orange est très commun et sa chair est réputée délicieuse. Il fait l'objet d'une pêche importante au large de l’Europe occidentale, et aussi mais surtout au Sud de l'Australie et de la Nouvelle-Zélande. Bien que déjà consommé en Nouvelle-Zélande dès les années 1960, l'empereur a commencé à être pêché massivement par d'autres pays à partir des années 1980, époque où de grands bancs ont été découverts au-dessus des guyots et autres monts sous-marins. Dans les années 1990, les prises atteignaient 90 000 tonnes par an. Les pêcheurs industriels ont commencé à prendre des centaines de tonnes par jour, provoquant une dangereuse chute des stocks. En effet ce poisson, aux effectifs de dédoublement supérieurs à 14 ans, pourrait bien disparaître rapidement si une pêche excessive continue à se pratiquer. Un moratoire sur la pêche de ce poisson pourrait être créé chez les pays concernés par cette surpêche.
L'âge de maturation utilisé dans les évaluations des stocks varie entre 23 et 40 ans, ce qui limite la vitesse du recrutement, étant donné que chaque nouvelle génération prend beaucoup de temps pour commencer la ponte.

### État de conservation et mesures de gestion ou de protection

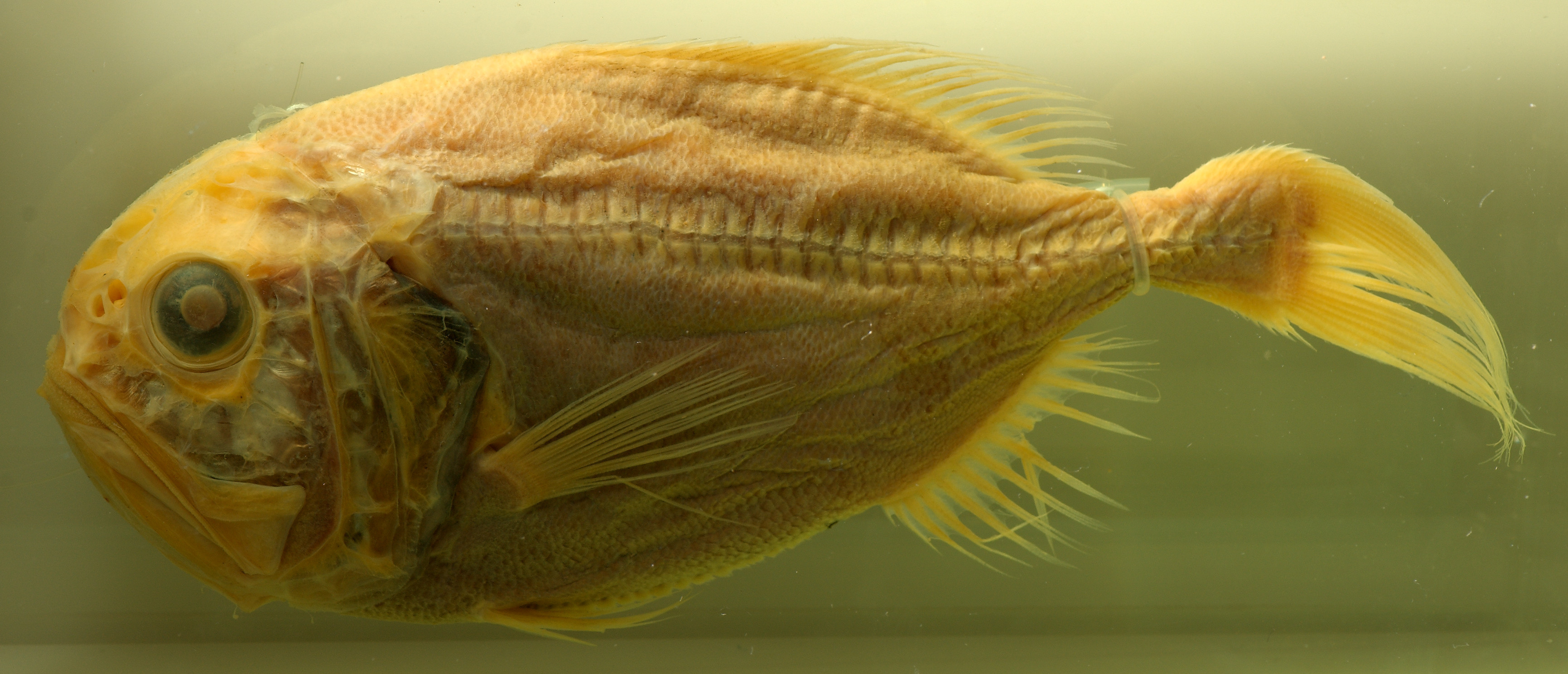
Un hoplostèthe orange conservé dans le formol.

Toutes les espèces de grand fond se reproduisent très tardivement et sont exposées à la surexploitation et la surpêche.
Une étude a montré dans les années 1990 (à l'ouest de l'Angleterre) sur des poissons vivant en profondeur en bordure du plateau continental que la réduction de leur biomasse à la suite de la pêche au chalut se fait très rapidement (en quelques années), mais d'une manière plus ou moins marquée selon d'espèce (dans ce cas par exemple l'hoplostèthe orange a plus rapidement et fortement décliné que le grenadier de roche coryphaenoides rupestris).
Les mesures de conservation consistent à appliquer des limites de capture, et d'inscrire les diverses espèces menacées d'extinction sur des listes tenues par les gouvernements et les associations environnementales. Selon la Seafood Watch (États-Unis), la Royal Forest and Bird Protection Society of New Zealand, la Marine Conservation Society (Royaume-Uni), les consommateurs devraient fortement éviter cette espèce. L'hoplostèthe orange est l'espèce la plus pêchée en Nouvelle-Zélande, il représente 17,2 % du total des exportations de poissons. Lorsque la biomasse d'origine est arrivé à 30 %, les quotas ont été fixés. Le rendement maximal durable a été fixé à 1 200 tonnes par an, mais en 2005, ce quota a été jugé trop élevé.
En 2010, Greenpeace International a ajouté l'hoplostèthe orange à sa liste rouge, qui contient des poissons qui font l'objet d'une pêche non-durable,.

### Utilisation alimentaire
La chair de l'hoplostèthe orange est ferme avec une douce saveur ; il est vendu en filets sans peau, frais ou congelés.
En raison de sa longévité, il bioaccumule de grandes quantités de mercure dans ses tissus. Sa consommation régulière peut avoir des effets néfastes sur la santé.